# المعبد الذهبي
هارمندير صاحب (Harmandir Sahib) (بـالبنجابية:ਹਰਿਮੰਦਰ ਸਾਹਿਬ)، المعروف أيضًا باسم داربار صاحب (Darbar Sahib) (بـالبنجابية: ਦਰਬਾਰ ਸਾਹਿਬ،) و يُشار إليه بشكل غير رسمي باسم المعبد الذهبي ، هو أحد أماكن العبادة السيخية البارزة الذي يقع في مدينة أمريتسار، بنجاب، الهند. بناه جورو الخامس السيخي الغورو أرجان ديف، في القرن السادس عشر. وفي عام 1604، أكمل جورو أرجان ديف جي أدي جرانث، الكتاب المقدس في السيخية، وعين مكانه في جوردوارا.
هناك أربعة أبواب للدخول إلى هارمندير صاحب، والتي ترمز إلى انفتاح السيخيين على جميع الشعوب والأديان. أُسس مكان عبادة جوردوارا الذي لا زال موجودًا عام 1764 عن طريق جاسا سينغ أهلواليا (Jassa Singh Ahluwalia) بمساعدة من الميسليين السيخيين الآخرين. وفي أوائل القرن التاسع عشر، أمن مهاريجا رانجيت سينغ منطقة البنجاب ضد الهجمات الخارجية وغطى الطوابق العليا من مكان عبادة جوردوارا بـالذهب، مما أعطاه مظهره البارز والاسم الإنجليزي المعبد الذهبي.

## عام
يحظى سري هارمندير صاحب بمكانة مقدسة عند السيخيين. ويعد النص الأكثر قدسية عند السيخيين، وهو جورو جرانث صاحب (Guru Granth Sahib)، الحاضر دائمًا داخل مكان عبادة جوردوارا. كان الغرض الأساسي من بنائه هو بناء مكان للعبادة للرجال والنساء من جميع طبقات الحياة ومختلف الأديان ليأتوا جميعًا لعبادة إلههم سويًا.
زار أكثر من (100000) لكح من الناس الحرم المقدس في كل يوم عبادة.